# Мерсрагський край
Мерсра́гський кра́й (латис. Mērsraga novads) — адміністративно-територіальна одиниця Латвійської Республіки. Розташований у центральній частині країни, в історичному регіоні Курляндія. Адміністративний центр — Мерсрагс. Створений 2011 року. Площа — 109 км². Населення — 1712 осіб (2016). 

## Населення
Національний склад краю за результатами перепису населення Латвії 2011 року.
| Національність | К-сть | % |
| -------------- | ----- | - |